# 費里卷柏蘚
費里卷柏蘚（学名：Racopilum ferriei）为卷柏蘚科卷柏蘚屬下的一个种。